# Jake Clarke-Salter
Jake Liam Clarke-Salter (Carshalton, Inglaterra, Reino Unido, 22 de septiembre de 1997) es un futbolista británico que juega de defensa en el Queens Park Rangers F. C. de la EFL Championship de Inglaterra.

## Selección nacional
Ha sido internacional con las selecciones sub-21, sub-20, sub-19 y sub-18 de Inglaterra en 30 ocasiones anotando un gol.

## Clubes
| Club                           | País         | Año       |
| ------------------------------ | ------------ | --------- |
| Chelsea F. C.                  | Inglaterra   | 2016-2022 |
| Bristol Rovers F. C. (cedido)  | Inglaterra   | 2016-2017 |
| Sunderland A. F. C. (cedido)   | Inglaterra   | 2018      |
| S. B. V. Vitesse (cedido)      | Países Bajos | 2018-2019 |
| Birmingham City F. C. (cedido) | Inglaterra   | 2019-2020 |
| Birmingham City F. C. (cedido) | Inglaterra   | 2020-2021 |
| Coventry City F. C. (cedido)   | Inglaterra   | 2021-2022 |
| Queens Park Rangers F. C.      | Inglaterra   | 2022-     |